# 佐倉市立和田小学校
佐倉市立和田小学校（さくらしりつわだしょうがっこう）は、千葉県佐倉市直弥にある公立小学校。

## 沿革
- 1874年（明治 7年） - 米戸小学校開校
- 1887年（明治20年） - 上勝田、下勝田、寒風小学校設立により米戸小学校廃校
- 1908年（明治41年） 4月 - 上勝田、下勝田、寒風の三尋常小学校を合併して和田尋常小学校。児童数251（5学級）
- 1910年（明治43年） 5月 - 新校舎落成。和田小学校創立の年と定める。（15日）
- 1912年（明治45年） 1月 - 校舎増築　児童数402（9学級）
- 1929年（昭和 4年） 9月 - 校舎増築
- 1954年（昭和29年） 3月 - 町村合併により、佐倉市立和田小学校と改称
- 1957年（昭和32年） 2月 - 校舎増築　2教室　児童数432（11学級）
- 1961年（昭和36年） 4月 - 中学統合により、和田中学校を合併して使用
- 1968年（昭和43年） 2月 - 鉄筋コンクリート2階校舎新築落成（1091㎡）
- 1970年（昭和45年） 3月 - 60周年記念事業として校歌制定
- 1975年（昭和50年） 6月 - 郷土学習資料を和田公民館に移動
- 1978年（昭和53年） 4月 - 体育館落成（726㎡） 児童数217（7学級）
- 1981年（昭和56年） 8月 - プール完成（580㎡）
- 1987年（昭和62年） 3月 - 校舎一部増改築（幼稚園舎、音楽・図工・給食室を取り壊して3階建てに）　飼育小屋新築
- 1989年（平成元年） 3月 - 体育館放送設備新設　校旗購入
- 1990年（平成 2年） 9月 - 旧校舎大規模改修工事竣工、国旗等掲揚三連ポール設置
- 1994年（平成 6年） 9月 - 創立記念日を5月15日と定める。
- 1994年（平成 6年） 9月 - 交通安全優秀校として、佐倉警察署長より表彰される。
- 1998年（平成10年）10月 - 千葉県学校体育優良校受賞
- 1999年（平成11年） 4月 - 環境教育研究指定（市教育委員会）
- 2009年（平成21年） 4月 - 特別支援学級を開設
- 2010年（平成22年） 5月 - 創立100周年記念祝賀会